# En tierras bajas
En tierras bajas (título original en alemán: Niederungen) es la primera obra de la novelista, poetisa y ensayista rumano-alemana Herta Müller, ganadora del Premio Nobel de Literatura en 2009. Se trata de una colección de relatos, narrados por una niña, que describen la vida cotidiana de un pueblo del Banato rumano durante la dictadura de Nicolae Ceausescu.

## Publicación
El manuscrito de la obra reposó cuatro años en la editorial Kriterion de Bucarest antes de ser publicado en 1982, aunque en versión censurada, como muchas otras obras de esos momentos. La autora pasó el manuscrito original clandestinamente desde Rumanía a Alemania Occidental. En 1984 se publicó una versión modificada en la editorial Rotbuch de Berlín oeste. En esta edición se incluyen también relatos de Drückender Tango, publicado en Rumanía en el mismo año. En tierras bajas despertó mucho interés en Alemania y en Austria, y fue muy bien recibido por la crítica, que elogió el lenguaje y el estilo de la autora, su sensible poética y su capacidad de observación. Herta Müller recibió por él dos premios: el Debütpreis des rumänischen Schriftstellerverbans y el Literaturpreis des Kommunistischen Jungendbundes Rumänien. En el Banato rumano, en cambio, no fue bien acogido. En 1981, el relato El baño suabo, que forma parte del libro, había aparecido publicado en el periódico regional Neuen Banater Zeitung y había recibido fuertes críticas por parte de los lectores de la comunidad suaba, que lo consideraron una “denigración de la patria”. En 2010 se ha publicado en Alemania una versión revisada por la autora en la que añade cuatro relatos más de los que se publicaron en 1984, e incluso algunos fragmentos que se habían suprimido en aquella edición.

## Contenido y estilo
El libro consta de varios relatos de diferente extensión (quince en la edición de 1984 y diecinueve en la de 2010). Estos relatos, narrados por una niña, no siguen un orden cronológico y en ellos las fronteras entre realidad y sueño están en ocasiones totalmente difuminadas. Aunque no se trata de una obra autobiográfica, sí podemos calificarla de autoficción, ya que hay muchas coincidencias entre la vida de la autora y la de la narradora-protagonista. No hay un marco espacio-temporal determinado, aunque sí se hace alguna alusión a personajes o hechos históricos reales. La narradora nos presenta un mundo gris, nada idílico, en el que el miedo, el odio, la intolerancia y la violencia forman parte del día a día. Es una crónica de una infancia dentro de una comunidad que vive encerrada en sí misma y que sufre la represión de un sistema autoritario. La novela hace hincapié en el papel social de la mujer, siempre subordinada al hombre.

### Relatos
- I. La oración fúnebre: la narradora sueña que asiste al entierro de su padre, al que unos borrachos culpan de haber matado a mucha gente durante la guerra. Sin saber muy bien cómo, es juzgada y condenada a muerte.
- II. El baño suabo: las tres generaciones que viven en la casa se bañan en la misma agua en el orden siguiente: niño pequeño, madre, padre, abuela y abuelo. Todos, al frotarse, se quitan unos “fideos grises” que se van juntando en el agua hasta que ésta se vuelve negra.
- III. Mi familia: la narradora describe a su familia y habla de los rumores que dicen que su padre no es en realidad su padre y que tiene hijos con otra mujer. Se insinúa que la protagonista es hija del cartero.
- IV. En tierras bajas: es el relato más largo. Mientras que la mayoría de los relatos no ocupa más de tres o cuatro páginas, este consta de aproximadamente ochenta en las que la protagonista describe el día a día en la aldea y en la casa, en la que conviven tres generaciones: niños, padres y abuelos. No hay un hilo narrativo, sino más bien una sucesión de imágenes. La visión de la protagonista se detiene tanto en lo bello e inocente de los juegos infantiles como en lo cruel y visceral del trato que reciben los animales del pueblo.
- V. Peras podridas: la protagonista hace un viaje con su padre, su tía y una de sus primas a las montañas. Durante la noche, la niña oye cómo su padre entra en la habitación de su tía y cómo ambos gimen y jadean. Al día siguiente, cuando ya están otra vez en su casa, oye lo mismo en la habitación de sus padres.
- VI. Tango opresivo: en el día de Todos los Santos, la niña va con su madre y su abuela al cementerio a visitar la tumba del padre. Como el cura dice que es un día de fiesta, la niña se imagina que la gente baila, incluso ve a su padre bailando.
- VII. La ventana: la protagonista, que en este relato es ya una chica joven, baila en una fiesta con un chico. Mientras bailan, ella observa a otra pareja y se imagina que el chico con el que baila es el otro, con el que tiene fantasías sexuales. Cuando despierta de su ensoñación, se da cuenta de que su fantasía es irrealizable y se siente muy angustiada.
- VIII. El hombre de la caja de fósforos: un domingo hay un incendio en el pueblo. La protagonista habla de un hombre con una caja de fósforos que parece tener muchos motivos para quemar el campo. Sin embargo, ella se dice interiormente que el fuego lo ha provocado ella y se siente observada por los vecinos del pueblo.
- IX. Crónica de pueblo: la niña describe la idiosincrasia del pueblo, en el que todos se consideran alemanes, a pesar de no haber nacido en Alemania. Insiste mucho en el hecho de que en su pueblo la gente no se mezcla con extranjeros.
- X. La crencha alemana y el bigote alemán: también es una ensoñación. Un hombre va a un pueblo cercano en el que vivió varios años para visitar a sus padres, pero no reconoce a nadie y la gente le ignora. En una barbería encuentra a su padre, que no le dirige la palabra. A la salida le sigue, pero va desapareciendo entre la niebla. Al final del relato, todo parece haber sido un sueño.
- XI. Papá, mamá y el pequeño: habla de las vacaciones de sus padres y su hermano, que les mandan una postal desde donde están. La madre está de mal humor porque su marido se fija mucho en otras mujeres.
- XII. El coche de línea: en un autobús, la protagonista oye historias y cotilleos de la gente del pueblo y ve cómo una mujer riñe a un hombre porque bebe mucho. La protagonista también ha perdido a un hombre por culpa del alcohol.
- XIII. Los barrenderos: describe la vida en la ciudad. Es un relato cargado de metáforas. Los barrenderos no barren las calles, sino cosas abstractas.
- XIV. El parque negro: describe el día a día en un apartamento en la ciudad. Reflexiona sobre la vida y la juventud. Este relato está dedicado a su marido.
- XV. Día laborable: describe lo que hace un día desde que se levanta hasta que llega al trabajo. Nada tiene sentido.

Los cuatro relatos nuevos que se incluyen en la edición de 2010 no están traducidos al español. Se titulan Damals im Mai (En aquel tiempo, en mayo), Die Meinung (La opinión), Inge y Herr Wultschmann (El señor Wultschmann). El primero habla con nostalgia de una historia de amor en el Mar Negro. Die Meinung (La opinión) es una parodia clara de la jerarquía del poder en la dictadura de Ceaucescu. El protagonista de este relato es una rana que trabaja de ingeniero en una empresa y que tiene una opinión propia. Esta opinión no gusta a sus superiores, que tratan de deshacerse de él. La rana ejemplifica el destino que sufrieron muchos disidentes rumanos durante la dictadura. Inge está inspirado en la época en la que la autora fue despedida de su trabajo en la fábrica de máquinas. Describe una ciudad gris, en la que todo, incluso la propia vida de la protagonista, está controlado por el estado. El último relato, Herr Wultschmann (El señor Wultschmann), nos presenta a un hombre formado como nazi en los valores de la disciplina, el esfuerzo y el orden, que recuerda con nostalgia los años de la guerra, que fue para él «la escuela de la vida».